# HD23950
HD23950 — хімічно пекулярна зоря спектрального класу B9, що має видиму зоряну величину в смузі V приблизно 6,1.
Вона  розташована на відстані близько 321,7 світлових років від Сонця.

## Пекулярний хімічний вміст
Зоряна атмосфера HD23950 має підвищений вміст 
Mn
.